# توبايلا ديل أغوا
بلدية توبايلا ديل أغوا (بالإسبانية: Tubilla del Agua)‏, هي إحدى بلديات مقاطعة برغش, التي تقع في منطقة قشتالة وليون, والتي تقع في شمال غرب إسبانيا.
يبلغ عدد سكانها 190 نسمة وفقاً لإحصائية سنة (2002).